# Aspidistra nanchuanensis
Aspidistra nanchuanensis är en sparrisväxtart som beskrevs av Tillich. Aspidistra nanchuanensis ingår i släktet Aspidistra och familjen sparrisväxter. Inga underarter finns listade i Catalogue of Life.